# 娜木拉
娜木拉（？—），女，鄂温克族，中华人民共和国政治人物。现任中央音乐学院大提琴教授，中央音乐学院附中校长。第十四届全国政协委员。